# Red Básica de Articulación (Junta de Andalucía)
Se denomina Red Básica de Articulación del Catálogo de Carreteras de la Junta de Andalucía a aquella compuesta por aquellas carreteras que constituyen el soporte de las principales conexiones de largo y medio recorrido. La cartelería que identifica a dichas carreteras es de color verde, a diferencia de la de la Red Básica Estructurante, que es naranja.
Carreteras de la Red Básica de Articulación:
| Identificador | Denominación                                       | Itinerario                                  | Red                        | Longitud  |
| ------------- | -------------------------------------------------- | ------------------------------------------- | -------------------------- | --------- |
| A-301         | De La Carolina a Úbeda                             | La Carolina - Úbeda                         | Red Básica de Articulación | 46,52 km  |
| A-304         | De Aguilar a Puente Genil                          | Aguilar de la Frontera - Puente Genil       | Red Básica de Articulación | 18,06 km  |
| A-306         | De El Carpio a Torredonjimeno                      | El Carpio - Torredonjimeno                  | Red Básica de Articulación | 57,94 km  |
| A-307         | De Espejo a Montilla                               | Espejo - Montilla                           | Red Básica de Articulación | 16,32 km  |
| A-308         | De A-44 a A-92                                     | Iznalloz - Darro                            | Red Básica de Articulación | 37,07 km  |
| A-309         | De Montoro a Castro del Río                        | Montoro - Castro del Río                    | Red Básica de Articulación | 43,85 km  |
| A-330         | De Cúllar a Puebla de Don Fadrique por Huéscar     | Cúllar - Huéscar - Puebla de Don Fadrique   | Red Básica de Articulación | 65,14 km  |
| A-334         | De Baza a Huércal-Overa                            | Baza - Huércal-Overa                        | Red Básica de Articulación | 84,31 km  |
| A-339         | De Cabra a Alcalá la Real                          | Cabra - Alcalá la Real                      | Red Básica de Articulación | 51,12 km  |
| A-357         | De Campillos a Málaga por el Valle del Guadalhorce | Campillos - Málaga                          | Red Básica de Articulación | 69,07 km  |
| A-364         | De Écija a A-92                                    | Écija - Monte-Palacio                       | Red Básica de Articulación | 43,69 km  |
| A-374         | De Algodonales a Ronda                             | Algodonales - Ronda                         | Red Básica de Articulación | 33,79 km  |
| A-375         | De Utrera a Puerto Serrano                         | Utrera - Puerto Serrano                     | Red Básica de Articulación | 45,12 km  |
| A-376         | De Sevilla a Utrera                                | Sevilla - Utrera                            | Red Básica de Articulación | 25,31 km  |
| A-382         | De Jerez de la Frontera a Arcos de la Frontera     | Jerez de la Frontera - Arcos de la Frontera | Red Básica de Articulación | 27,21 km  |
| A-383         | Acceso Este a La Línea de la Concepción            | A-7 - La Línea de la Concepción             | Red Básica de Articulación | 7,38 km   |
| A-384         | De Arcos de la Frontera a Antequera                | Arcos de la Frontera - Antequera            | Red Básica de Articulación | 130,96 km |
| A-394         | De Arahal a la N-4                                 | Arahal - Puente Pájaras                     | Red Básica de Articulación | 38,45 km  |
| A-397         | De Ronda a San Pedro de Alcántara                  | Ronda - San Pedro Alcántara                 | Red Básica de Articulación | 45,63 km  |
| A-401         | De Úbeda a Moreda                                  | Úbeda - Moreda                              | Red Básica de Articulación | 82,47 km  |
| A-403         | De Alcalá la Real a Dehesas Viejas                 | Alcalá la Real - Dehesas Viejas             | Red Básica de Articulación | 33,44 km  |
| A-461         | De Santa Olalla de Cala a Zalamea la Real          | Santa Olalla del Cala - Minas de Riotinto   | Red Básica de Articulación | 54,03 km  |
| A-484         | De Bonares a Almonte                               | Bonares - Almonte                           | Red Básica de Articulación | 16,59 km  |
| A-493         | De La Palma del Condado a Valverde del Camino      | La Palma del Condado - Valverde del Camino  | Red Básica de Articulación | 33,88 km  |
| A-495         | De Gibraleón a Rosal de la Frontera                | Gibraleón - Rosal de la Frontera            | Red Básica de Articulación | 86,20 km  |
| A-496         | De Valverde del Camino a Cabezas Rubias            | Valverde del Camino - Cabezas Rubias        | Red Básica de Articulación | 39,83 km  |